# 118
El año 118 (CXVIII) fue un año común comenzado en viernes del calendario juliano, en vigor en aquella fecha.
En el Imperio romano el año fue nombrado el del consulado de Adriano y Fusco o menos comúnmente, como el 871 ab urbe condita, siendo su denominación como 118 a principios de la Edad Media, al establecerse el Anno Domini.

## Acontecimientos
- Se termina el Foro romano.
- El emperador Adriano es elegido también cónsul.

## Fallecimientos
- Cayo Avidio Nigrino, político y militar romano.
- Lucio Publilio Celso, político romano.
- Lusio Quieto, político y militar romano.
- Primo de Alejandría, obispo de la ciudad de Alejandría.
- Terenciano, religioso cristiano.
- Publio Metilio Nepote, político y militar romano.